# مسجد غوالدي
مسجد غوالدي هو واحدة من عدد قليل جدا من الآثار الباقية من القرون الوسطى في مدينة سونارغون في بنغلاديش، يبعد حوالي نصف ميل إلى الشمال الغربي من بلدة صغيرة من بنما، وهو بالقرب مدينة سونارغون في منطقة نارايانجانج، هناك نوعان من هذه المساجد الباقية على قيد الحياة غير مستقرة البنيان وحيدة القبة في قرية غوالدي، كان المسجد قديما يقع خلف أشجار الخيزران السميكة ومجموعات من أشجار المانجو وبساتين شجر الكاكايا، كان المسجد في حالة خراب مطلق عندما أعلنت حمايته من قبل قسم الآثار، ولكن بعد ذلك تم استعادته بعناية في عام 1975، بني المسجد قبل فترة المغول وهو الأقدم في المنطقة .

## التاريخ
بني المسجد في عام 1519، وهو مسجد ذو قبة وحيدة وهو أحد أكثر المساجد إثارة للإعجاب من عدد قليل من المعالم الأثرية الباقية من العاصمة القديمة، وهو أيضا مثال جيد لعمارة ما قبل المغول، هذا المسجد هو واحد من عدد قليل من المساجد المبنية في فترة السلطنة في مدينة سونارغون، في عهد السلطان حسين شاه في عام 925 هـ الموافق 1519، بني المسجد من قبل الملا هزبار أكبر خان في أوائل القرن السادس عشر الميلادي، في عهد علاء الدين حسين شاه في مكان يدعى غوالدي، الذي يبعد نصف ميل شمال شرق قرية بنما في سونارغون، وكانت مدينة سونارغون المركز الإداري من الحكام المسلمين في العصور الوسطى من شرق البنغال، ثم أصبح عاصمة البنغال خلال حكم عيسى خان، تقع المنطقة في الوقت الحاضر في منطقة نارايانجانج بنغلاديش، يعد المسجد من أكثر المساجد أناقة وزخرفة بالمقارنة مع المساجد التي بنيت في وقت سابق في سلطنة باجيرات.

## الميزات المعمارية
مسجد غوالدي هو مثال جيد من نوع المساجد المغلقة مربع الشكل وهي عادة مساجد البنغال التي تتميز غرفة الصلاة بشكل مكعب مع أبراج وأعمدة مربعة الشكل أيضا، كذلك الحال في الزاوية ومداخل المسجد من جميع الجهات عدا جدار القبلة، يحتوي المسجد على قبة واحدة، وتتشارك الأبراج المضلعة في تحديد الزوايا الأربع، الأبراج والأعمدة تتركز في أركان المسجد بشكل دائري، وهذا هو المثال الوحيد من أبراج ركنية الدائرة في منطقة العاصمة دكا، الواجهة الشرقية بها ثلاثة فتحات مقوسة منمقة على كلا الجانبين مع لوحات مستطيلة الشكل في شكل محراب مع مصباح زينة عرز فيها، واجهات الشمال والجنوب بعرض مماثل للجهة الشرقية مع ثلاثة أقواس .

## الحالة الحالية
كانت حالة من المسجد في حالة تدهور باستثناء القبلة، جداران المسجد قد انهارت بالكامل بما في ذلك القبة, ثم أعد له ترميم دقيق من قبل دائرة الآثار والمتاحف في بنغلاديش، وتمت استعادة المسجد وتصميمة الآن يشبه التصميم الأصلي له .

## وصلات خارجية
- صور المسجد
- عن المسجد